# Экзогамия
Экзога́мия (др.-греч. εξω «вне, снаружи» + γάμος «брак») — заключение брака за пределами определённой социальной группы, чаще всего родственной (например, рода, фратрии, клана, линиджа). На ранних стадиях социальной эволюции была особенно жёстко санкционирована. Противопоставляется эндогамии. У некоторых народов (например, у китайцев) запрещены браки между однофамильцами, потому что одинаковая фамилия считается признаком патрилинейного родства. У многих кочевых народов запрещены браки с представителями своего племени, у казахов запрещены браки с родственниками до седьмого колена.
Термины «эндогамия» и «экзогамия» введены шотландским исследователем брачно-семейных отношений первобытного общества Джоном Фергусоном Мак-Леннаном.
Льюис Генри Морган объяснял появление экзогамии необходимостью избежать вредных последствий от браков между кровными родственниками, Эдуард Тайлор и Клод Леви-Строс – стремлением расширить социальные контакты и установить отношения с другими социальными общностями. Большинство отечественных этнографов и историков первобытного общества полагали, что экзогамия была необходима для установления социального мира в коллективе, так как половые отношения и сопровождающие их конфликты выносились за его пределы. Дмитрий Алексеевич Ольдерогге считал экзогамию одним из следствий эпигамии.

## Дуальная экзогамия
Дуальная экзогамия, в рамках которой формировалась родовая структура первобытного общества, была исторически связана с развитием экзогамного группового брака. Эдуард Тайлор подчёркивал, что дуальная экзогамия предполагает разделение людей на взаимобрачующиеся половины, и это является простейшей, исходной формой экзогамии. Супруги для брака берутся только из противоположной половины племени. Каждый мужчина одного рода заранее считался состоящим в супружеских отношениях с женщинами другого рода. В общественно важных делах, свадьбах, похоронах участвуют представители обеих половин племени. При этом между двумя половинами племени существует ритуальное противостояние, подтрунивание, которое особенно ясно проявляется во время праздничных состязаний.
Распад родовой организации неминуемо ведёт к упразднению дуальной экзогамии, ибо она определяет родовую организацию, является одним из её основных признаков.

## Социальный аспект
Специалист по психологии сексуальных отношений Дэвид Басс отмечает, что практика экзогамии, присутствующая в двух третях всех культур, при которой новобрачная после замужества уходит жить в клан мужа, ставит женщин в невыгодное положение: отсутствие поблизости кровных родственников лишает ее поддержки в случае конфликтов в семье и, таким образом, ставит в зависимость от родственников мужа.